# Етылин, Владимир Михайлович
Влади́мир Михайлович Еты́лин (род. 15 октября 1944) — советский и российский политик, общественный деятель. Депутат Съезда народных депутатов СССР (1989—1991), депутат Государственной думы  III созыва (2001—2003) от Чукотского одномандатного округа.

## Биография
Владимир Етылин родился 15 октября 1944 года в районе Омолонской лесотундры, в семье потомственного оленевода. Отец, Михаил Иванович, является кавалером ордена Октябрьской Революции.
После окончания школы-интерната села Омолон поступил в Магаданский политехнический техникум, окончив его в 1964 году по специальности «механик сельского и лесного хозяйства». Позднее, заочно окончил Приморский сельскохозяйственный институт, получив специальность экономиста в области сельского хозяйства, а позже — Хабаровскую высшую партийную школу. До 1989 года был аспирантом Академии общественных наук при ЦК КПСС.
С июня 1964 по декабрь 1967 года проходил срочную службу в войсках ПВО на Дальнем Востоке. После армии четыре года отработал в совхозах «Омолон» и «Турваургин» Билибинского района, затем находился на выборной партийной работе — в Чаунском районе (1975—1980), в Чукотском районе (1980—1983) и в городе Анадырь (1983—1987). Одновременно, в 1983—1984 годах Етылин занимал должность второго секретаря Чукотского окружного комитета КПСС. Позднее начал работу в качестве заведующего лабораторией Научно-исследовательского центра «Чукотка» Дальневосточного отделения Российской академии наук.
В 1989—1991 годах — народный депутат Советского Союза от Чукотского национально-территориального избирательного округа № 748. Был членом Комитета Верховного Совета СССР по международным делам.
В марте 1990 года Етылин также получил должность председателя Чукотского окружного Совета народных депутатов — главного законодательного органа округа. Он занимал данный пост до роспуска всех Советов народных депутатов регионов России указом президента Бориса Ельцина в октябре 1993 года. После этого Етылин вернулся на свою прежнюю работу в Научно-исследовательском центре «Чукотка».
В 1995 году баллотировался в Государственную думу II созыва по Чукотскому избирательному округу № 223, как самовыдвиженец. Он набрал всего 3,71 % голосов избирателей и занял 5-е место, уступив действующему депутату Государственной думы от Чукотки Татьяне Нестеренко.
В декабре 1996 года Етылин участвовал в первых выборах губернатора Чукотского автономного округа. По результатам Етылин занял второе место с 21,04 % голосов, уступив действующему главе администрации Чукотского автономного округа Александру Назарову, набравшему 65,18 % голосов избирателей.
На дополнительных выборах 1998 года Етылин вновь баллотировался в Государственную думу, заручившись поддержкой Народно-патриотического союза России. Етылин набрал 20,08 % голосов и занял 2-е место, уступив руководителю Аппарата Правительства России Владимиру Бабичеву.
В 1999 году в третий раз попытался баллотироваться в Государственную думу. Действующий депутат от Чукотки Владимир Бабичев решил уйти в отставку, в результате чего образовался конкурс на открытое место. На всеобщих выборах Етылин вновь занял 2-е место, набрав 20,01 %, уступив олигарху Роману Абрамовичу.
В 2000 году Владимир Етылин вновь баллотировался на пост губернатора Чукотского АО. Однако на этот раз действующий губернатор Александр Назаров столкнулся с сильным вызовом со стороны депутата Государственной думы от Чукотки Романа Абрамовича. 16 декабря, за 8 дней до выборов, Назаров без объяснения причин снял свою кандидатуру, что обеспечило большую победу Абрамовичу. Абрамович набрал 90,68 % голосов, а Етылин занял второе место, набрав всего 3,21 %. После вступления в должность губернатора Абрамович оставил Назарова на посту члена Совета Федерации от Чукотки, а Етылина — назначил советником по проблемам коренных малочисленных народов Крайнего Севера.
В 2001—2003 годах — депутат Государственной думы  III созыва по одномандатному чукотскому округу. Член Комитета ГД по проблемам Севера и Дальнего Востока, член депутатской группы «Народный депутат».
В 2011 году баллотировался по федеральному и региональному партийному списку КПРФ кандидатом в депутаты Государственной думы и Думы Чукотского автономного округа, не прошёл.
В 2010 году организовал и возглавил НП «Содружество общин корренных малочисленных народов Севера». В 2017 году «Национальный союз Оленеводов» передав управление своей дочери Ольги Етылиной, которая является главой фермерского хозяйства по разведению домашних северных оленей.

## Награды
- Орден «Знак Почёта»[1]
- Орден Чукотского АО «За заслуги в развитии регионального законодательства»[17]
- Почётный знак «За заслуги перед Чукоткой»[17]